# جائزة لاسكر-كوشلاند الخاصة للإنجاز في العلوم الطبية
تعتبر جائزة ألبرت لاسكر الخاصة للإنجاز إحدى جوائز لاسكر الأربع التي تمنحها مؤسسة لاسكر للبحوث الطبية في الولايات المتحدة . تم منح الجائزة الأولى في عام 1994 ؛ لا يتم منحها كل عام. في عام 2008، تم تغيير اسم الجائزة إلى جائزة لاسكر-كوشلاند الخاصة للإنجاز في العلوم الطبية تكريما دانيال كوشلاند.

## المستفيدين
المصدر: مؤسسة لاسكر - جوائز
- 1994: ماكلين مكارتي
- 1996: بول زامنيك
- 1997: فيكتور أ. مكوسيك
- 1998: دانيال كوشلاند جونيور.
- 1999: سيمور س. كيتي
- 2000: سيدني برينر
- 2002: جيمس إي دارنيل
- 2004: ماثيو ميسيلسون
- 2006: جوزيف ج. جال
- 2008: ستانلي فالكو
- 2010: ديفيد ويذرال
- 2012: دونالد د. براون وتوم مانياتيس [2]
- 2014: ماري كلير كينج
- 2016: بروس إم. ألبرتس [3]
- 2018: جوان أرجتسنجر شتايتز

## روابط خارجية
"مؤسسة لاسكر - جوائز". مؤرشف من الأصل في 2016-02-14.